# NGC 4445
NGC 4445 est une galaxie spirale rapprochée, vue par la tranche et située dans la constellation de la Vierge. NGC 4445 a été découverte par l'astronome prussien Heinrich Louis d'Arrest en 1865. Cette galaxie a aussi été observée par l'astronome américain Lewis Swift le 6 mai 1888 et elle a été inscrite à l'Index Catalogue sous la cote IC 793.

## Caractéristiques
La classe de luminosité de NGC 4445 est I-II et elle présente une large raie HI. Elle renferme également des régions d'hydrogène ionisé. De plus, c'est une galaxie LINER, c'est-à-dire une galaxie dont le noyau présente un spectre d'émission caractérisé par de larges raies d'atomes faiblement ionisés.

### Distance
Sa vitesse par rapport au fond diffus cosmologique est de 682 ± 24 km/s, ce qui correspond à une distance de Hubble de 10,1 ± 0,8 Mpc (∼32,9 millions d'al).
La vitesse radiale de 346 ± 4 km/s de cette galaxie est trop faible pour qu'on puisse lui appliquer la de loi de Hubble-Lemaître pour calculer sa distance. Cependant, huit mesures non basées sur le décalage vers le rouge (redshift) ont été réalisées. Le résultat de ces mesures donnent une distance de 19,137 ± 0,909 Mpc (∼62,4 millions d'al).

## Groupe de NGC 4442, de M60 et l'amas de la Vierge
NGC 4445 est membre du groupe de NGC 4442 qui comprend au moins 13 galaxies. Les autres galaxies du groupe sont NGC 4424, NGC 4442, NGC 4469, NGC 4491, NGC 4526, NGC 4486A (PGC 41377), IC 3381, IC 3414, IC 3521, UGC 7596, UGC 7636 et VCC 1357.
D'autre part, sept galaxies du groupe de NGC 4442 (NGC 4424, NGC 4442, NGC 4445, NGC 4469, NGC 4526, IC 3414 et IC 3521) apparaissent aussi dans une liste de 227 galaxies d'un article publié par Abraham Mahtessian en 1998. On y retrouve aussi la galaxie NGC 4486B, mais comme Mahtessian n'indique pas la correspondance avec le catalogue PGC et que cette notation est parfois inversée par certains auteurs, il se pourrait que ce soit la même galaxie. La liste de Mahtessian comporte plus de 200 galaxies du New General Catalogue et une quinzaine de galaxies de l'Index Catalogue. On retrouve dans cette liste 11 galaxies du Catalogue de Messier, soit M49, M58, M60, M61, M84, M85, M87, M88, M91, M99 et M100.
Toutes les galaxies de la liste de Mahtessian ne constituent pas réellement un groupe de galaxies. Ce sont plutôt plusieurs groupes de galaxies qui font tous partie d'un amas galactique, l'amas de la Vierge. Pour éviter la confusion avec l'amas de la Vierge, on peut donner le nom de groupe de M60 à cet ensemble de galaxies, car c'est l'une des plus brillantes de la liste. L'amas de la Vierge est en effet beaucoup plus vaste et compterait environ 1300 galaxies, et possiblement plus de 2000, situées au cœur du superamas de la Vierge, dont fait partie le Groupe local,.
De nombreuses galaxies de la liste de Mahtessian se retrouvent dans onze groupes décrits dans un article d'A.M. Garcia, soit le groupe de NGC 4123 (7 galaxies), le groupe de NGC 4261 (13 galaxies), le groupe de NGC 4235 (29 galaxies), le groupe de M88 (13 galaxies, M88 = NGC 4501), le groupe de NGC 4461 (9 galaxies), le groupe de M61 (32 galaxies, M61 = NGC 4303), le groupe de NGC 4442 (13 galaxies), le groupe de M87 (96 galaxies, M87 = NGC 4486), le groupe de M49 (127 galaxies, M49 = NGC 4472), le groupe de NGC 4535 (14 galaxies) et le groupe de NGC 4753 (15 galaxies). Ces onze groupes font partie de l'amas de la Vierge et ils renferment 396 galaxies. Certaines galaxies de la liste de Mahtessian ne figurent cependant dans aucun des groupes de Garcia et vice versa.